# Bodza
Bodza, do roku 1948 slovensky „Boďa“, maďarsky Bogya, je obec na Slovensku v okrese Komárno, v Nitranském kraji. Současnou starostkou obce je Zuzana Fitosová.[kdy?][zdroj?]

## Geografie
Obec leží v Podunajské nížině, v jihovýchodní části Žitného ostrova v nadmořské výšce 110 m n. m. asi šest kilometrů na východojihovýchod od Veľkého Medera. Od Komárna je vzdálena asi 27 kilometrů severozápadním směrem.
Sousedními obcemi jsou Sokolce na severu, Bodzianske Lúky na severovýchodě, Lipové na východě, Tôň na jihu a Holiare na západě.
Obcí prochází silnice I/60 z Bratislavy do Komárna a železniční trať Bratislava–Komárno.

## Historie
První písemná zmínka o obci pochází z roku 1268, kdy byla zmíněna Hradní Bodza. V roce 1387 byla zmíněna Bodza (Villa nobilium de Bogy). V 18. století byla obě místa spojena v jednu obec. Do uzavření Trianonské smlouvy byla obec součástí Uherska, poté byla  součástí Československa. V roce 1921 zde stálo 150 domů a žilo zde 839 obyvatel, všichni maďarské národnosti.  V letech 1938 až 1945 byla obec (na základě první vídeňské arbitráže) součástí Maďarského království.

## Partnerské obce
- Bakonysárkány, Maďarsko
- Bulhary, Česko
- Dabronc, Maďarsko